# جاك مارشال
جاك مارشال (بالإنجليزية: Jack Marshall)‏ (24 أبريل 1892 في المملكة المتحدة - 10 أكتوبر 1964 بنيوجيرسي في المملكة المتحدة) هو لاعب كرة قدم أمريكي في مركز الدفاع. شارك مع منتخب اسكتلندا لكرة القدم ومنتخب الولايات المتحدة لكرة القدم. أما مع النوادي، فقد لعب مع نادي سانت إيلي تاون ونادي سانت ميرين ونادي ميدلزبره وBrooklyn Wanderers ‏ وبثلهام ستييل وCentennial F.C. ‏ وBethlehem Steel F.C. (1907–1930) ‏ وNewark Skeeters ‏.

## وصلات خارجية
- جاك مارشال على موقع الاتحاد الإسكتلندي (الإنجليزية)
- جاك مارشال على موقع ناشيونال فوتبول تيمز (الإنجليزية)
- جاك مارشال على موقع عالم كرة القدم.نت (الإنجليزية)